# 10e armée de la Garde
Pour les articles homonymes, voir 10e armée.
La 10e armée de la Garde (en russe : 10-я гвардейская армия, abrégé en russe : 10 Гв. А), est une grande unité (n° d'unité ?) des forces terrestres soviétiques, active de 1943 à 1948.

## Historique
La 10e armée de la Garde est formée le 16 avril 1943 à partir de la 30e armée. Une fois sa formation passée, l'unité est située au sud-ouest de Viazma. Au 1er juin, son ordre de bataille est le suivant :
- 7e corps de fusiliers de la Garde (3e division de fusiliers motorisés de la Garde ; 29e division de fusiliers de la Garde)
- 15e corps de fusiliers de la Garde (30e division de fusiliers de la Garde (en) ; 85e division de fusiliers de la Garde (en))
- 19e corps de fusiliers de la Garde (22e division de fusiliers de la Garde (en) ; 56e division de fusiliers de la Garde (en) ; 65e division de fusiliers de la Garde (en))[1]

L'unité combat sous le commandement des fronts de l'Ouest, de Kalinine, du second front balte et de Leningrad jusqu'à la fin de la guerre.
Commandants pendant la Seconde Guerre mondiale:
- Avril - mai 1943 : Vladimir Kolpakchi
- Mai - septembre 1943 : Kouzma Troubnikov
- Septembre 1943 - janvier 1944 : Alexandre Soukhomline
- Janvier 1944 - août 1946 : Mikhaïl Kazakov

Commandants d'après-guerre:
- Août 1946 - 12 mai 1947 : Vassili Popov
- Mai 1947 - avril 1948 : Ivan Lioudnikov

Les batailles et opérations notables auxquelles la 10e armée de la Garde a participé incluent:
- Offensive de Smolensk
- Offensive Léningrad-Novgorod
- Offensive de Riga

À partir d'octobre 1944, la 10e armée de la Garde était l'une des formations soviétiques engagées dans la poche de Courlande. Ce fut une longue opération qui se poursuivit jusqu'à la capitulation des Allemands en Courlande le 12 mai 1945.
À la fin de la guerre en Europe, la 10e armée de la Garde se compose des 7e, 15e et 19e corps de fusiliers de la Garde. L'armée est dissoute le 30 mars 1948, date à laquelle elle est rebaptisée 4e corps de fusiliers de la Garde.